# Teruel (provins)
Teruel er en provins i det nordøstlige  Spanien,  i den autonome region Aragón. Den grænser til provinserne Tarragona, Castellón, Valencia, Cuenca, Guadalajara og Zaragoza.
Provinshovedstaden er Teruel. Provinsen har et areal på 14.804 km² og tæt på 150.000 indbyggere. Der er 236 kommuner i provinsen, men mere end halvdelen af dem har mindre end 200 indbyggere. 